# A. L. Bruns & Söhne

1888–1890 von Ernst Grelle und Otto Bollweg für A. L. Bruns & Söhne erbaute Fabrik;
an der Hildesheimer Straße in Hannover-Wülfel; Briefkopf mit Vogelschau von Carl Weddigen, Barmen

A. L. Bruns & Söhne, kurz auch Bruns & Söhne genannt, war eine der bedeutendsten Tabakwaren- und Zigaretten-Fabriken in Hannover. Letzter Standort des im 19. Jahrhundert gegründeten und in den 1970er Jahren eingestellten Unternehmens war die Hildesheimer Straße im hannoverschen Stadtteil Wülfel.

## Geschichte

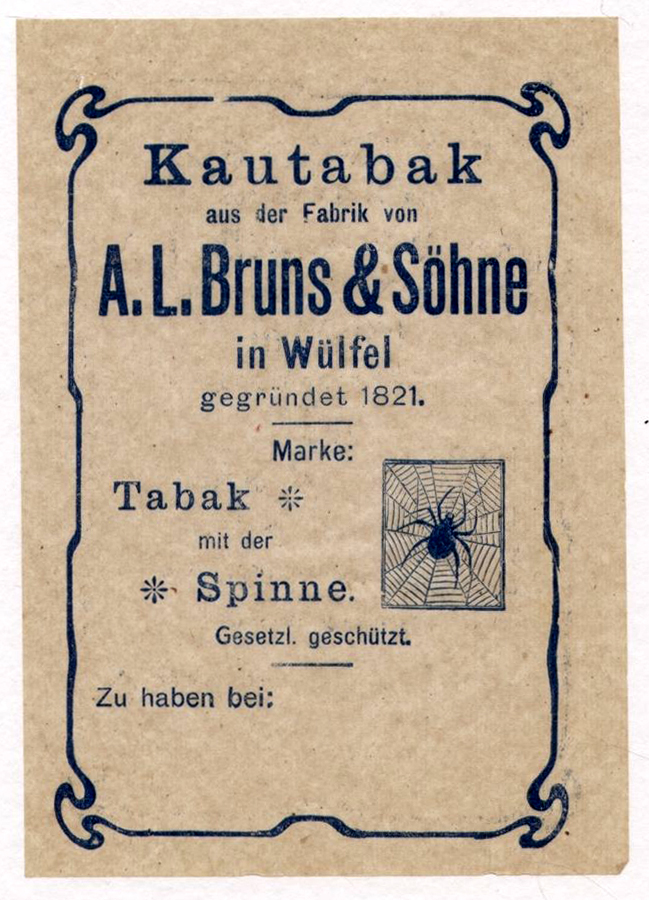
Einwickelpapier für Kautabak mit der gesetzlich geschützten Marke „Tabak mit der Spinne“; um 1910

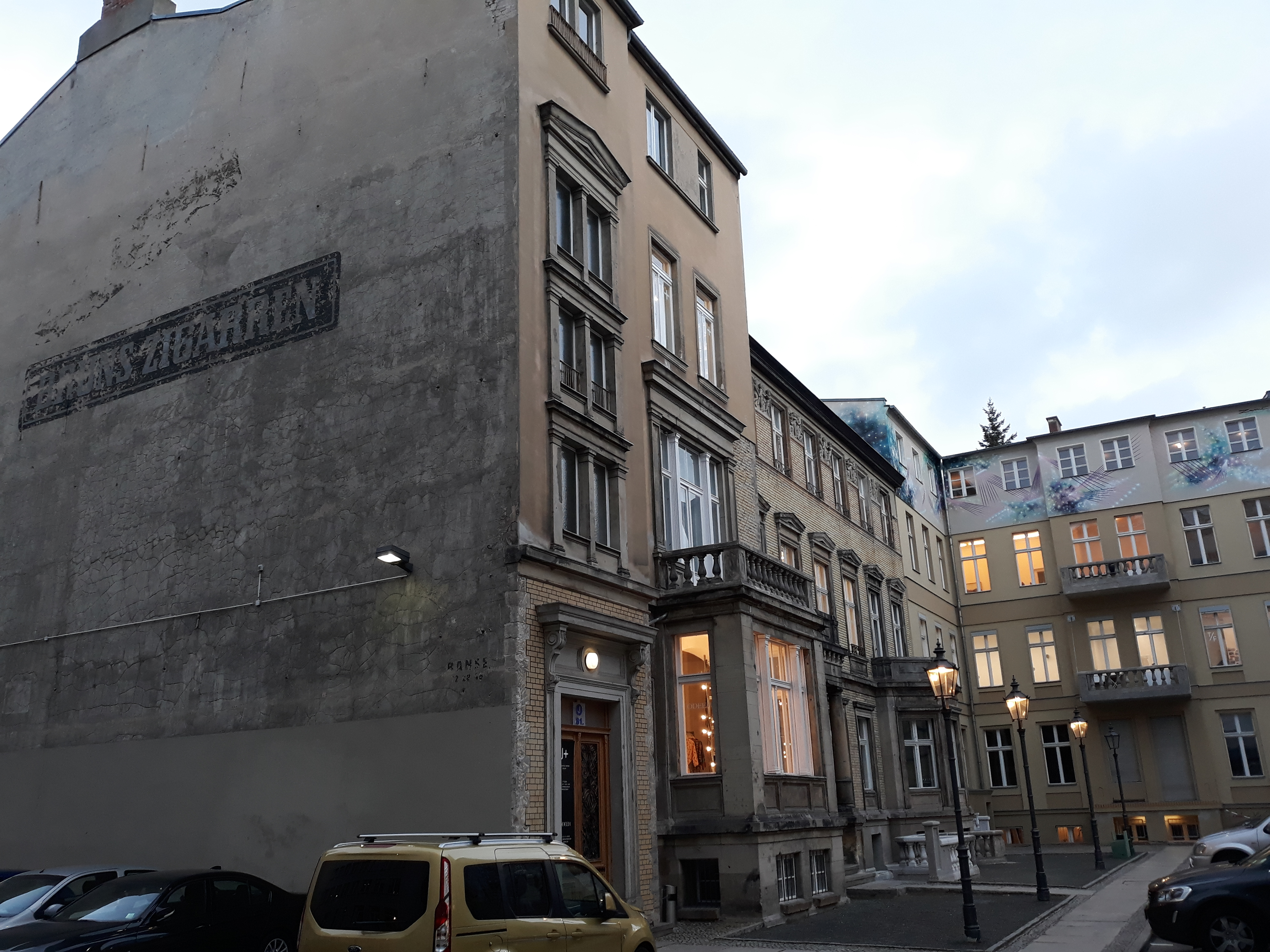
Reklame „Bruns-Zigarren“ an Giebelwand in Berlin (Potsdamer Straße).

Die zur Zeit des Königreichs Hannover im Jahr 1820 in der Residenzstadt Hannover gegründete Tabak-, Zigarren- und Zigarettenfabrik verzeichnete das Hannoversche Adreß-Buch für das Jahr 1821 zunächst als Bruns und Meyer, Tabaksfabrikanten unter der Adresse Marktstraße 488. Von diesen Fabrikanten war August Ludwig Bruns der Namensgeber der später auch A. L. Bruns genannten Firma.
In der Gründerzeit des Deutschen Kaiserreichs meldete A. L. Bruns & Söhne beim nunmehr (königlich preußischen) Amtsgericht Hannover am 20. Mai 1875 ihre Tabakverpackung unter der Nummer 12 zum Markenschutz an.
Nach dem Bau verschiedener Fabrik-Neubauten in den Jahren 1888 bis 1890 nach Plänen der Architekten Ernst Grelle und Otto Bollweg an der Hildesheimer Straße übersiedelte die Firma A. L. Bruns & Söhne an ihren neuen Standort in das seinerzeit noch selbstständige Dorf Wülfel.
Das Markenzeichen des Unternehmens, der „Tabak mit der Spinne“, prangte zur Straßenfront an der Hildesheimer Straße und zeigte eine Spinne in ihrem selbstgebauten Netz.

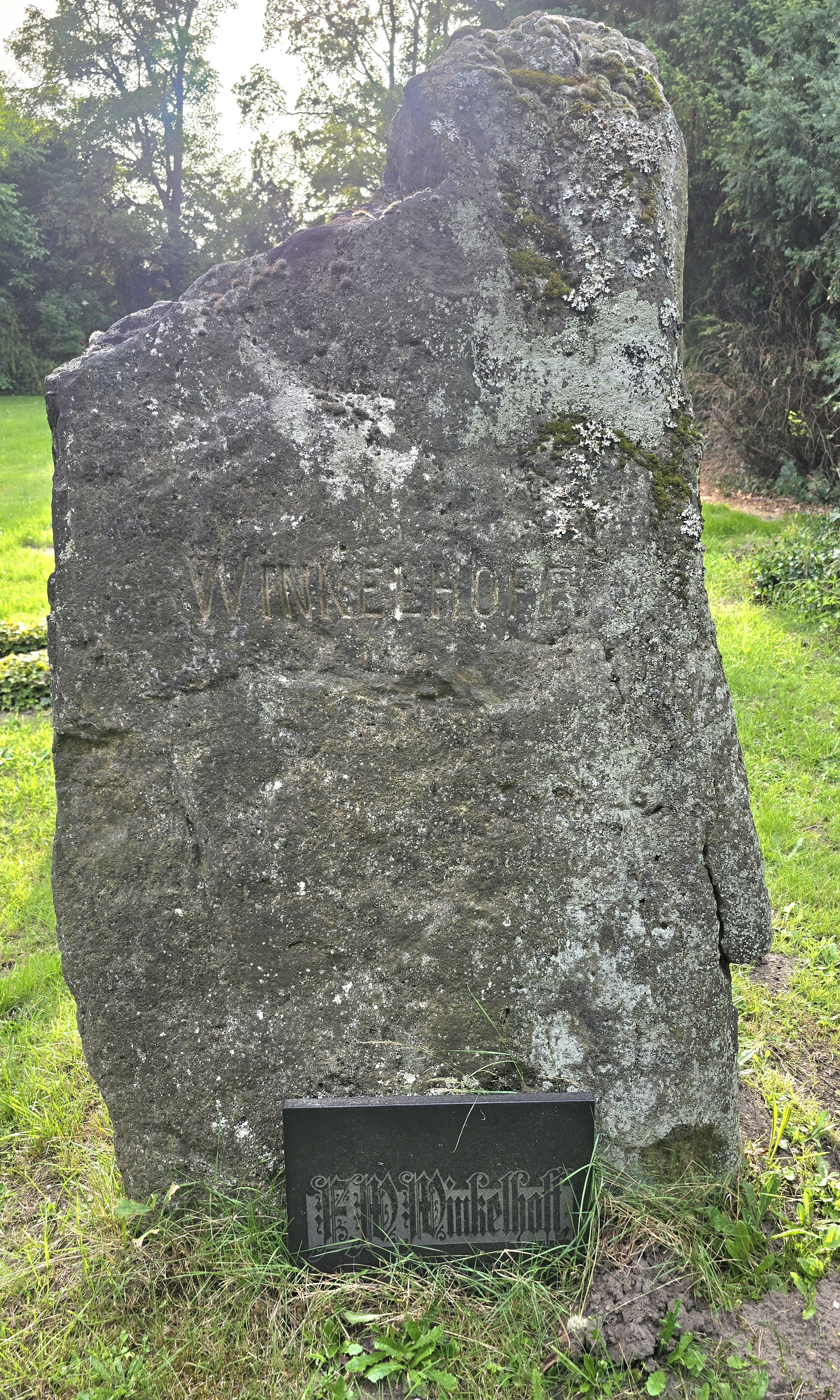
Grabstein der Familie F. W. Winkelhoff auf dem Alten Wülfeler Friedhof

Zeitweiliger Teilhaber der Tabak-Fabrik war Albert Winkelhoff, Vater des späteren Juniorchefs und Prokuristen Werner Winkelhoff (* 9. August 1895 in Hannover), der 1920 die Schauspielerin und Tänzerin Jutta Ilse Zambona (* 28. August 1901 in Hildesheim) heiratete. Die Ehe hielt jedoch nur bis zur Scheidung 1924; Zambona heiratete anschließend den bei dem Gummiwarenhersteller Continental AG in Hannover als Redakteur für die Zeitschrift Echo Continental tätigen Schriftsteller Erich Maria Remarque.
Am 16. Dezember 1976 wurde die zuletzt als e. K. im Handelsregister beim Amtsgericht Hannover unter der Nummer HRA 15275 geführte Firma gelöscht. Bald nach der Einstellung des Betriebes wurden die Fabrikgebäude abgerissen. Auf dem ehemaligen Firmengelände richtete sich in der Folge eine freireligiöse Glaubensgemeinde ein; die Mormonen errichteten hier ein Gemeindehaus der Kirche Jesu Christi der Heiligen der Letzten Tage.

## Archivalien
Archivalien von und über das Unternehmen finden sich beispielsweise
- im Niedersächsischen Wirtschaftsarchiv Braunschweig als an Sturhan in Bad Meinberg adressierter und 1880 datierter Firmenbriefbogen von A. L. Bruns & Söhne, Archivsignatur WirtA BS NWA 38 Zg. 2010/022 Nr. 79[12]